# Tim Tookey
Temple de la renommée LAH : 2008
Timothy Raymond Tookey (né le 9 août 1960 à Edmonton, en Alberta au Canada) est un joueur professionnel canadien de hockey sur glace qui évoluait au poste de centre.

## Biographie
Tookey a été choisi par les Capitals de Washington à la 88e position du repêchage d'entrée dans la LNH 1979. Il a pris part à 57 matchs avec les Capitals dans la LNH. Il joua également 12 matchs avec les Nordiques de Québec, 8 avec les Penguins de Pittsburgh, 2 avec les Flyers de Philadelphie et 27 avec les Kings de Los Angeles soit un total de 106 pour 22 buts marqués et 36 aides.
C'est dans la Ligue américaine de hockey qu'il fit la plus grosse partie de sa carrière remportant les trophées Jack-A.-Butterfield en 1986, Les-Cunningham et John-B.-Sollenberger en 1987 et Fred-T.-Hunt en 1993. Après 824 matchs et 974 points dans la LAH, il prit sa retraite en 1995.
Il fit l'essentiel de sa carrière avec l'équipe des Bears de Hershey pour qui il joua 529 matchs, inscrivit 251 buts et 442 aides pour 693 points. Il gagna également les trophées John Travers en 1987 et 1991 et Barry Ashbee en 1991, trophées internes à la franchise. Il détient le record du nombre de points en une seule saison pour les Bears.
Il a été intronisé au temple de la renommée de la LAH en 2008.

## Statistiques
Pour les significations des abréviations, voir Statistiques du hockey sur glace.
| Saison     | Équipe                   | Ligue      |     | Saison régulière | Saison régulière | Saison régulière | Saison régulière | Saison régulière |    | Séries éliminatoires | Séries éliminatoires | Séries éliminatoires | Séries éliminatoires | Séries éliminatoires |
| Saison     | Équipe                   | Ligue      | PJ  | B                | A                | Pts              | Pun              | PJ               | B  | A                    | Pts                  | Pun                  |                      |                      |
| 1977-1978  | Winter Hawks de Portland | WCHL       | 72  | 16               | 15               | 31               | 55               | 8                | 2  | 2                    | 4                    | 5                    |                      |                      |
| 1978-1979  | Winter Hawks de Portland | WHL        | 56  | 33               | 47               | 80               | 55               | 25               | 6  | 14                   | 20                   | 6                    |                      |                      |
| 1979-1980  | Winter Hawks de Portland | WHL        | 70  | 58               | 83               | 141              | 55               | 8                | 2  | 5                    | 7                    | 4                    |                      |                      |
| 1980-1981  | Bears de Hershey         | LAH        | 47  | 20               | 38               | 58               | 129              | --               | -- | --                   | --                   | --                   |                      |                      |
| 1980-1981  | Capitals de Washington   | LNH        | 29  | 10               | 13               | 23               | 18               | --               | -- | --                   | --                   | --                   |                      |                      |
| 1981-1982  | Capitals de Washington   | LNH        | 28  | 8                | 8                | 16               | 35               | --               | -- | --                   | --                   | --                   |                      |                      |
| 1981-1982  | Bears de Hershey         | LAH        | 14  | 4                | 9                | 13               | 10               | --               | -- | --                   | --                   | --                   |                      |                      |
| 1981-1982  | Express de Fredericton   | LAH        | 16  | 6                | 10               | 16               | 16               | --               | -- | --                   | --                   | --                   |                      |                      |
| 1982-1983  | Express de Fredericton   | LAH        | 53  | 24               | 43               | 67               | 24               | 9                | 5  | 4                    | 9                    | 0                    |                      |                      |
| 1982-1983  | Nordiques de Québec      | LNH        | 12  | 1                | 6                | 7                | 4                | --               | -- | --                   | --                   | --                   |                      |                      |
| 1983-1984  | Skipjacks de Baltimore   | LAH        | 58  | 16               | 28               | 44               | 25               | 8                | 1  | 1                    | 2                    | 2                    |                      |                      |
| 1983-1984  | Penguins de Pittsburgh   | LNH        | 8   | 0                | 2                | 2                | 2                | --               | -- | --                   | --                   | --                   |                      |                      |
| 1984-1985  | Skipjacks de Baltimore   | LAH        | 74  | 25               | 43               | 68               | 74               | 15               | 8  | 10                   | 18                   | 13                   |                      |                      |
| 1985-1986  | Bears de Hershey         | LAH        | 69  | 35               | 62               | 97               | 66               | 18               | 11 | 8                    | 19                   | 10                   |                      |                      |
| 1986-1987  | Bears de Hershey         | LAH        | 80  | 51               | 73               | 124              | 45               | 5                | 5  | 4                    | 9                    | 0                    |                      |                      |
| 1986-1987  | Flyers de Philadelphie   | LNH        | 2   | 0                | 0                | 0                | 0                | 10               | 1  | 3                    | 4                    | 2                    |                      |                      |
| 1987-1988  | Nighthawks de New Haven  | LAH        | 11  | 6                | 7                | 13               | 2                | --               | -- | --                   | --                   | --                   |                      |                      |
| 1987-1988  | Kings de Los Angeles     | LNH        | 20  | 1                | 6                | 7                | 8                | --               | -- | --                   | --                   | --                   |                      |                      |
| 1988-1989  | Lumberjacks de Muskegon  | LIH        | 18  | 7                | 14               | 21               | 7                | 8                | 2  | 9                    | 11                   | 4                    |                      |                      |
| 1988-1989  | Nighthawks de New Haven  | LAH        | 33  | 11               | 18               | 29               | 30               | --               | -- | --                   | --                   | --                   |                      |                      |
| 1988-1989  | Kings de Los Angeles     | LNH        | 7   | 2                | 1                | 3                | 4                | --               | -- | --                   | --                   | --                   |                      |                      |
| 1989-1990  | Bears de Hershey         | LAH        | 42  | 18               | 22               | 40               | 28               | --               | -- | --                   | --                   | --                   |                      |                      |
| 1990-1991  | Bears de Hershey         | LAH        | 51  | 17               | 42               | 59               | 43               | 5                | 0  | 5                    | 5                    | 0                    |                      |                      |
| 1991-1992  | Bears de Hershey         | LAH        | 80  | 36               | 69               | 105              | 63               | 6                | 4  | 2                    | 6                    | 4                    |                      |                      |
| 1992-1993  | Bears de Hershey         | LAH        | 80  | 38               | 70               | 108              | 63               | --               | -- | --                   | --                   | --                   |                      |                      |
| 1993-1994  | Bears de Hershey         | LAH        | 66  | 32               | 57               | 89               | 43               | 11               | 4  | 9                    | 13                   | 8                    |                      |                      |
| 1994-1995  | Bruins de Providence     | LAH        | 50  | 14               | 30               | 44               | 28               | 1                | 0  | 1                    | 1                    | 2                    |                      |                      |
| Totaux LNH | Totaux LNH               | Totaux LNH | 106 | 22               | 36               | 58               | 71               | 10               | 1  | 3                    | 4                    | 2                    |                      |                      |
| Totaux LAH | Totaux LAH               | Totaux LAH | 824 | 353              | 621              | 974              | 689              | 78               | 38 | 44                   | 82                   | 39                   |                      |                      |

## Honneurs et récompenses
- Trophée Jack-A.-Butterfield : 1986
- Trophée Les-Cunningham : 1987
- Trophée John-B.-Sollenberger : 1987
- Trophée Fred-T.-Hunt : 1993
- Première équipe d'étoiles de la LAH : 1987
- Deuxième équipe d'étoiles de la LAH : 1986, 1992